# Flashback (psychologie)
Een flashback is een psychologisch verschijnsel waarbij eerdere belevenissen uit het langetermijngeheugen terugkomen in de menselijke geest. Een flashback kan zich bijvoorbeeld voordoen door zich bewust bepaalde dingen in herinnering te roepen. Meestal ontstaat een flashback als iemand een ervaring heeft die een andere ervaring in het onbewuste oproept, een associatie van gedachten. Iemand kan zich dan bijvoorbeeld plotseling herinneren wat hij in een vergelijkbare situatie heeft gedaan of opnieuw de emotie beleven die hij in het verleden had. Soms is de ervaring zo sterk, dat de persoon die de herinnering heeft, deze korte tijd als realiteit ervaart in plaats van herinnering. Men spreekt dan van 'herbeleving', met name op het emotionele vlak.

## Oorzaken
Het krijgen van flashbacks kunnen verschillende oorzaken hebben zoals:
- Flashbacks kunnen ook het gevolg zijn van het gebruik van hallucinogene middelen, zoals lysergeenzuurdi-ethylamide (LSD) en psilocybine. Dit wordt ervaren als een tweede roes, deze roes is slechts geestelijk en niet lichamelijk. Soms kan door de sterke emoties wel een versnelling van de hartslag optreden.[1]
- Het regelmatig optreden van onwillekeurige flashbacks kan een symptoom van een geestelijke ziekte zijn. Voorbeelden zijn een acute of posttraumatische stressstoornis.[2] De flashbacks zijn dan van negatieve aard zoals getuige zijn van een ramp of als militair betrokken zijn geweest in een oorlog.[3]

## Soorten
Er bestaan drie soorten flashbacks:
- Visuele flashbacks; hierbij ziet de persoon in gedachten de herinnering. Als voorbeeld het verkeersongeluk dat de persoon daadwerkelijk gezien heeft, maar continue in gedachten terug ziet komen.
- Somatische flashbacks; de flashback uit zich in lichamelijke sensaties zoals het voelen van pijn in een bepaald lichaamsdeel.
- Emotionele flashbacks; de flashback wordt door de persoon in kwestie emotioneel geuit. Dus het gevoel van eenzaamheid, verdriet of woede.